# Foucherans (Jura)
Foucherans és un municipi francès situat al departament del Jura i a la regió de Borgonya - Franc Comtat. L'any 2007 tenia 1.665 habitants.

## Demografia

### Població
El 2007 la població de fet de Foucherans era de 1.665 persones. Hi havia 714 famílies de les quals 205 eren unipersonals (82 homes vivint sols i 123 dones vivint soles), 271 parelles sense fills, 209 parelles amb fills i 29 famílies monoparentals amb fills.
La població ha evolucionat segons el següent gràfic:
Habitants censats

### Habitatges
El 2007 hi havia 783 habitatges, 725 eren l'habitatge principal de la família, 19 eren segones residències i 39 estaven desocupats. 602 eren cases i 174 eren apartaments. Dels 725 habitatges principals, 528 estaven ocupats pels seus propietaris, 185 estaven llogats i ocupats pels llogaters i 11 estaven cedits a títol gratuït; 7 tenien una cambra, 56 en tenien dues, 128 en tenien tres, 224 en tenien quatre i 309 en tenien cinc o més. 577 habitatges disposaven pel capbaix d'una plaça de pàrquing. A 326 habitatges hi havia un automòbil i a 327 n'hi havia dos o més.

### Piràmide de població
La piràmide de població per edats i sexe el 2009 era:
| Homes | Edats   | Dones |
| ----- | ------- | ----- |
| 0     | 95 o +  | 0     |
| 0     | 90 a 94 | 8     |
| 8     | 85 a 89 | 12    |
| 4     | 80 a 84 | 12    |
| 16    | 75 a 79 | 20    |
| 56    | 70 a 74 | 40    |
| 48    | 65 a 69 | 52    |
| 60    | 60 a 64 | 68    |
| 32    | 55 a 59 | 36    |
| 56    | 50 a 54 | 60    |
| 52    | 45 a 49 | 76    |
| 76    | 40 a 44 | 76    |
| 76    | 35 a 39 | 56    |
| 44    | 30 a 34 | 64    |
| 60    | 25 a 29 | 56    |
| 48    | 20 a 24 | 8     |
| 92    | 15 a 19 | 88    |
| 96    | 10 a 14 | 32    |
| 56    | 5 a 9   | 68    |
| 68    | 0 a 4   | 28    |

## Economia
El 2007 la població en edat de treballar era de 1.049 persones, 763 eren actives i 286 eren inactives. De les 763 persones actives 707 estaven ocupades (377 homes i 330 dones) i 56 estaven aturades (31 homes i 25 dones). De les 286 persones inactives 111 estaven jubilades, 96 estaven estudiant i 79 estaven classificades com a «altres inactius».

### Ingressos
El 2009 a Foucherans hi havia 781 unitats fiscals que integraven 1.856,5 persones, la mediana anual d'ingressos fiscals per persona era de 18.514 €.

### Activitats econòmiques
Dels 105 establiments que hi havia el 2007, 4 eren d'empreses extractives, 1 d'una empresa alimentària, 1 d'una empresa de fabricació de material elèctric, 10 d'empreses de fabricació d'altres productes industrials, 16 d'empreses de construcció, 32 d'empreses de comerç i reparació d'automòbils, 4 d'empreses de transport, 3 d'empreses d'hostatgeria i restauració, 3 d'empreses d'informació i comunicació, 3 d'empreses financeres, 8 d'empreses immobiliàries, 6 d'empreses de serveis, 9 d'entitats de l'administració pública i 5 d'empreses classificades com a «altres activitats de serveis».
Dels 27 establiments de servei als particulars que hi havia el 2009, 1 era una oficina de correu, 1 funerària, 5 tallers de reparació d'automòbils i de material agrícola, 1 taller d'inspecció tècnica de vehicles, 1 autoescola, 2 paletes, 4 guixaires pintors, 4 fusteries, 1 lampisteria, 2 electricistes, 3 perruqueries, 1 restaurant i 1 agència immobiliària.
Dels 7 establiments comercials que hi havia el 2009, 1 era un hipermercat, 1 una botiga de menys de 120 m², 1 una peixateria, 1 una llibreria, 1 una botiga de mobles i 2 botigues de material de revestiment de parets i terra.
L'any 2000 a Foucherans hi havia 4 explotacions agrícoles.

## Equipaments sanitaris i escolars
L'únic equipament sanitari que hi havia el 2009 era una farmàcia.
El 2009 hi havia 1 escola maternal i 1 escola elemental.

## Poblacions més properes
El següent diagrama mostra les poblacions més properes.